# NGC 7602
NGC 7602 ist eine linsenförmige Galaxie vom Hubble-Typ S0-a im Sternbild Pegasus am Nordsternhimmel, die schätzungsweise 535 Millionen Lichtjahre von der Milchstraße entfernt ist.
Entdeckt wurde das Objekt am 3. November 1864 vom deutschen Astronomen Albert Marth.